# Carlos dos Santos Gomes
Carlos dos Santos Gomes (Três Rios, 24 de julho de 1903 — Rio de Janeiro, 25 de maio de 1975) foi um militar, jornalista e político brasileiro.

## Biografia
Em 1922 foi expulso da escola militar, ingressando posteriormente como soldado no no 3º Regimento de Infantaria do Exército, no Rio de Janeiro. Em 1926, como civil, muda-se para São Paulo e ingressa no São Paulo Jornal, onde algum tempo mais tarde alcançou a posição de secretário de redação. Apoiador da Revolução de 1930, foi anistiado pelo governo provisório e reincorporado ao exército com a patente de tenente. Na mesma época forma-se em engenharia e obtém a patente de capitão-engenheiro por meio de concurso.
Foi prefeito de São Paulo durante 21 dias, de 31 de julho a 21 de agosto de 1933, após ser nomeado pelo interventor federal Manuel de Cerqueira Daltro Filho. A época de seu mandato foi muito agitada politicamente, tendo assumido interinamente como resultado do pedido de demissão de Osvaldo Gomes da Costa.
Durante seu breve mandato, ordenou que uma polêmica passagem criada nos muros do Cemitério da Consolação por ordem do Conde Francesco Matarazzo para melhor acesso ao túmulo de seu filho fosse demolida, pois nem mesmo a grandiosidade da obra poderá justificar a excepcional concessão, pois igualmente é merecedor de exposição à vista pública aquele túmulo, como o do mais humilde operário.
Voltando à carreira militar, alcançou eventualmente o posto de general. Faleceu em 1975, no Rio de Janeiro.